# Adenkrisen
Adenkrisen eller Radfanupproret var ett arabiskt uppror mot de brittiska styrkor som var baserade i dåvarande Sydarabiska federationen. Granatattacker mot brittisk personal gjorde att Storbritannien utfärdade undantagstillstånd i december 1963. Konflikten eskalerade under 1967 då sydarabiska soldater och poliser gjorde myteri och ställde sig på rebellernas sida. Storbritannien lämnade Aden i november 1967 varefter Sydarabiska federationen upplöstes och ersattes av demokratiska folkrepubliken Jemen.

## Bakgrund
År 1839 erövrade Storbritannien hamnstaden Aden för att bekämpa sjöröveriet i Adenviken. När Suezkanalen öppnades 1867 blev Aden en viktig etapphamn på vägen till brittiska Indien. I början av 1960-talet inspirerade Nassers idé om panarabism en självständighetsrörelse i Aden. Omorganisationen av Adenprotektoratet och Adenkolonin i Sydarabiska federationen 1962 var ett försök av Storbritannien att underminera självständighetsrörelsen genom att ge de arabiska regionerna ett visst självstyre.

## Konflikten
Rebellerna bestod av det marxistiska Nationella befrielsefronten (NLF) och det panarabiska Fronten för befrielse av det ockuperade södra Jemen (FLOSY). Konflikten inleddes 14 oktober 1963 med en granatattack mot en samling brittiska officerare på Adens flygplats. Ytterligare en granatattack mot Storbritanniens High Commissioner Kennedy Trevaskis ägde rum 14 december varefter Storbritannien utfärdade undantagstillstånd i Aden. Under 1964 flyttade Storbritannien den 24:e infanteribrigaden till Aden för att bekämpa upproret. Gerillan undvek till en början öppen konfrontation med brittiska styrkor och koncentrerade sig i stället på terrorattacker. Det var först när brittiska trupper slog ner kravaller i Aden i januari 1967 som direkta strider mellan brittiska styrkor och rebeller blev vanligare. Situationen förvärrades i juni 1967 när rykten om att Storbritannien stödde Israel under sexdagarskriget gjorde att hundratals jemenitiska soldater och poliser begick myteri. Myteriet slogs snabbt ner men det innebar samtidigt dödsstöten för den bräckliga Sydarabiska federationen.

## Upplösning
Storbritannien drog tillbaka sina styrkor från Aden i november 1967 varefter Sydarabiska federationen upplöstes och den självständiga republiken Sydjemen bildades.